# Estación de Setúbal
La Estación Ferroviária de Setúbal, igualmente conocida como Estación de Setúbal, es una estación de la Línea del Sur, que sirve a la localidad de Setúbal, en Portugal.

## Descripción

### Localización y accesos
Esta plataforma tiene acceso por la Ruta de los Cipreses, en la localidad de Setúbal.

### Vías y plataformas
En enero de 2011, tenía cuatro vías de circulación, con 451, 387, 339 y 317 metros de longitud; las cuatro plataformas tenían 326 y 305 metros de longitud, y setenta y cuarenta centímetros de altura.

## Historia

### sigloXIX
La conexión entre Pinhal Novo y Setúbal abrió a la explotación el 1 de febrero de 1862.